# Дейр ез-Зор
Дейр ез-Зор (на арабски: دير الزور; на сирийски: ܕܝܪܐ ܙܥܘܪܬܐ; на арменски: Տէր Զօր, Դեր Զոր – Тер Зор) е град в Североизточна Сирия. Той е административен център на провинция (мухафаза) Дейр ез-Зор.
Разположен е по бреговете на река Ефрат, на 450 км североизточно от сирийската столица Дамаск. Според официални данни има 211 857 жители към 22.09.2004 г., докато в цялата област Дейр ез-Зор живеят 1 239 000 души.

## История
На 85 км югоизток от Дейр-ез-Зор се намира археологическия паметник Дура-Европос – римска крепост на Ефрат, а на 120 км в същото направление – останките на древния град Мари. В епохата на Римската империя това е бил важен търговски пункт между Рим и Индия. След завоюването му от Зенобия той става част от Палмирското царство. Окончателно е разрушен от монголите, нахлули в Близкия изток.
Днешният град е построен през 1867 година във времената на Османската империя.
По време на арменския геноцид през 1915 година, Дейр-ез-Зор и обкръжаващата го пустиня са избрани от младотурското правителство като основен пункт за събиране на депортираните от Западна Армения и Турция арменци, които наброявали стотици хиляди. Тук са създадени концентрационни лагери. Хиляди арменци са изтребени в Дейр ез Зор и неговите околности от турците както пряко, така и чрез глад и епидемии.
Франция окупира Дейр-ез-Зор през 1921 година и разполага в него голям военен гарнизон.
В началото на 1920-те французите построяват въжен мост през Ефрат.
През 1946 година градът става част от независима Сирия.

## Промишленост
Градът е център на селскостопански район, където е развито животновъдството, производството на зърнени култури и отглеждането на памук.
След откриването на лек нефт в Сирийската пустиня градът става център на нефтодобиващата промишленост в Сирия. Наоколо са разположени нефтени находища и сонди.
Редом с града се добива сол.
В града е развита туристическата инфраструктура: ресторанти на брега на реката, хотели до пет звезди (Фурат-эш-Шам и Бадият-эш-Шам), транспортен възел за пътешествия през пустинята и летище в крайградския квартал Джафра.

## Транспорт
Градът се намира на речния път Ар-Ракка — Багдад и автотрасето Палмира — Камишли. До града е разположена авиобазата със съвместно базиране Дейр-ез-Зор (код IATA: DEZ).